# عین ابل
عین ابل (به عربی: عین إبل) یک منطقهٔ مسکونی در لبنان است که در استان نبطیه واقع شده‌است.